# Krabbe (Kunstgeschichte)

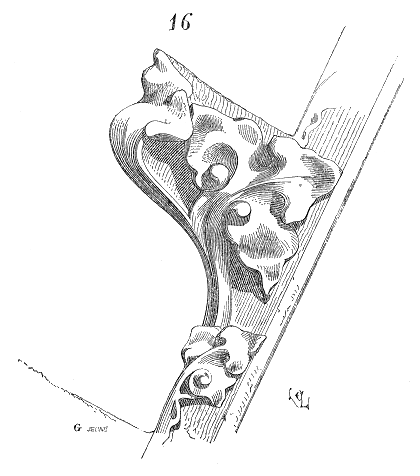
Zeichnung einer Krabbe

Eine Krabbe (Kantenblume, Knolle, Kriechblume, auch Krappe, früher auch Ente, Kriechente) bezeichnet kunsthistorisch in der gotischen Architektur ein florales Ornament an den Kanten von Fialen, Wimpergen, Giebeln und Turmpyramiden sowie Altären, Sakramentshäusern und anderen Kleinarchitekturen.

## Beschreibung
Krabben oder Kriechblumen sind aus Stein gemeißelte (bei Innenausstattung auch in Holz geschnitzte), faltig verbogene Blätter, die, beginnend mit einfachen Arbeiten in der Frühgotik bis zu fein ausgearbeiteten Verzierungen in der Spätgotik, als Schmuckelemente an Gebäuden kreiert wurden. Offensichtlich lag dieser Zierform der künstlerische Impuls zugrunde, die starren Architekturglieder überwuchernd zu camouflieren. Kriech- oder Kantenblumen „wachsen“ so vor allem schräg hoch an Turmhelmen, Fialen oder Wimperggiebeln, nicht nur als Blüten, sondern auch als Blätter, namentlich des Bärlapp.

Bildergalerie
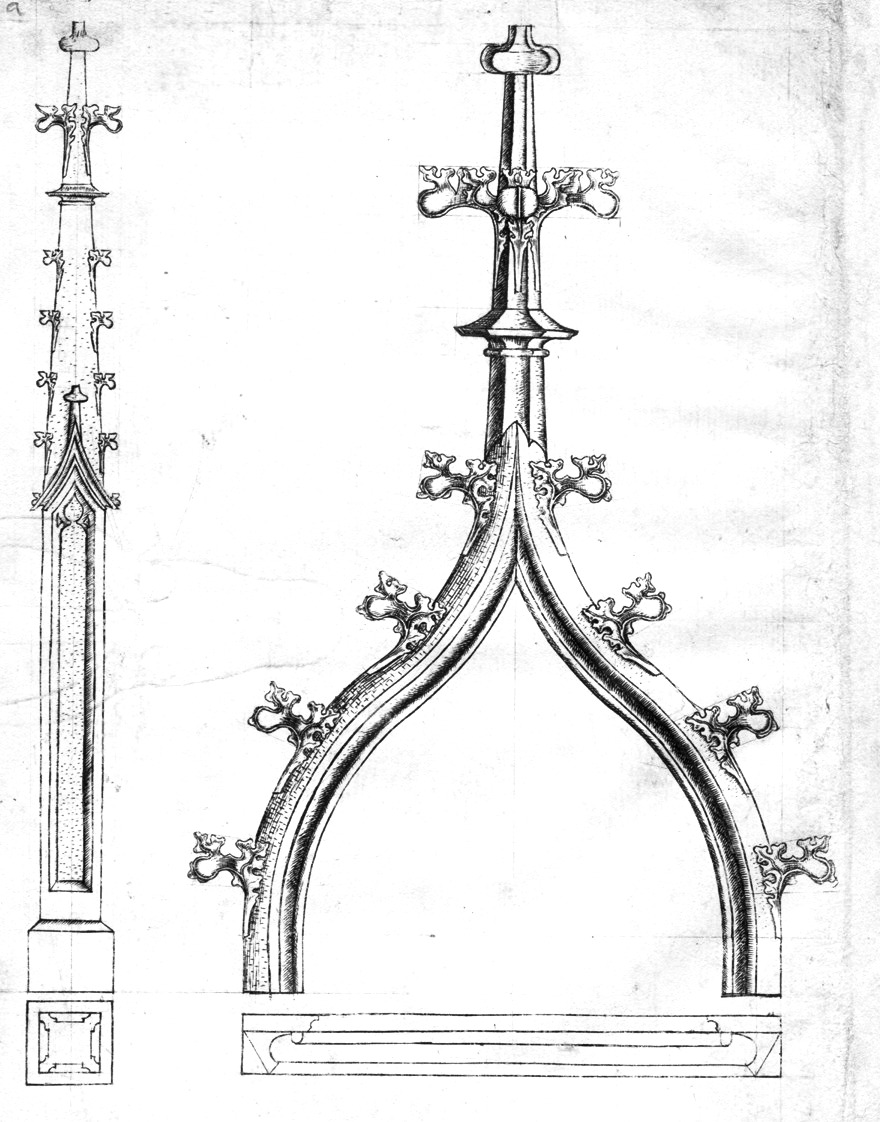
Krabbenbesetze Fiale und Kielbogen, Zeichnung von Hans Schmutternmeyer, 1489
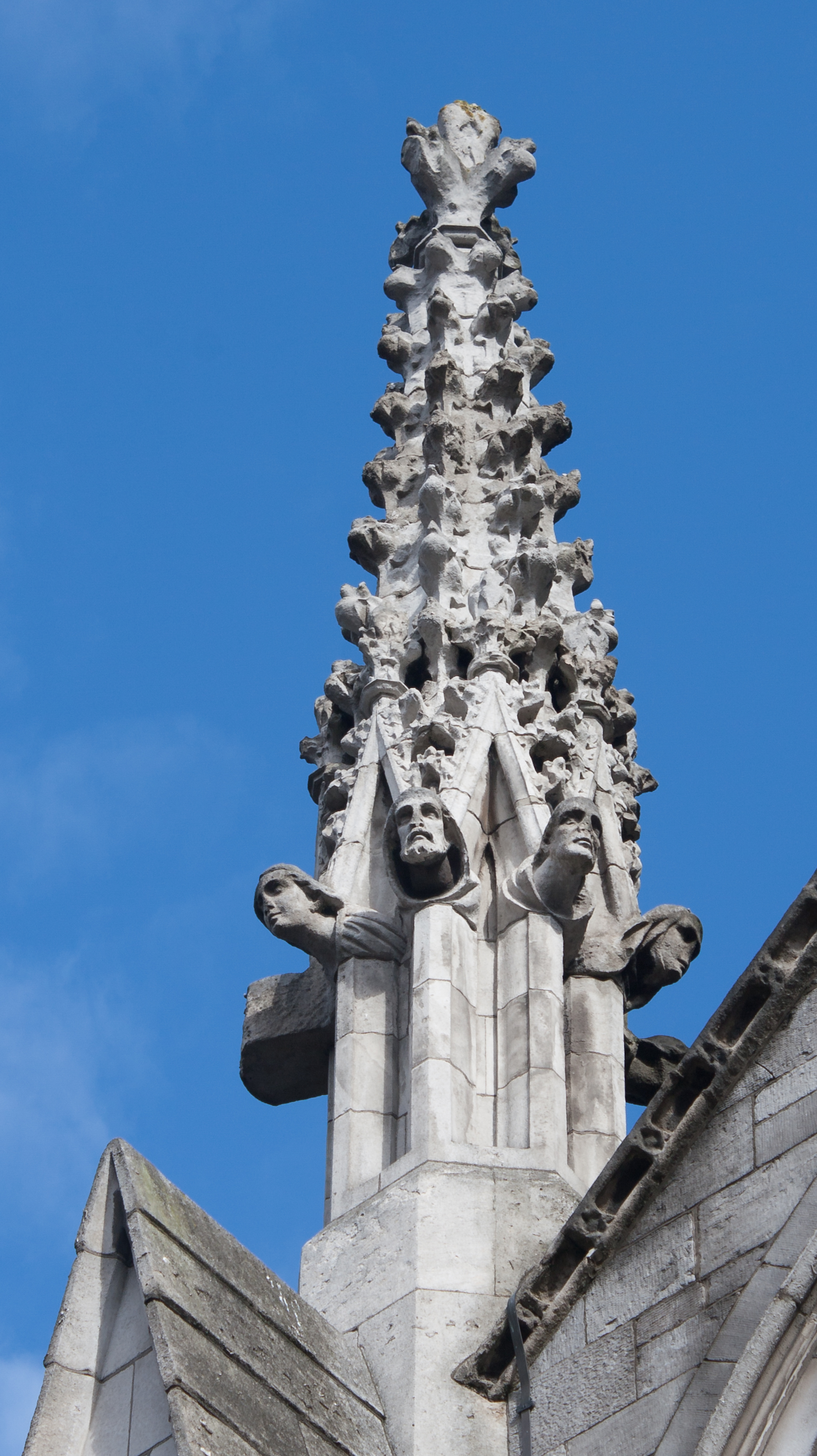
Fiale mit Krabbenbesatz (St. Saviour's Church, Dublin)
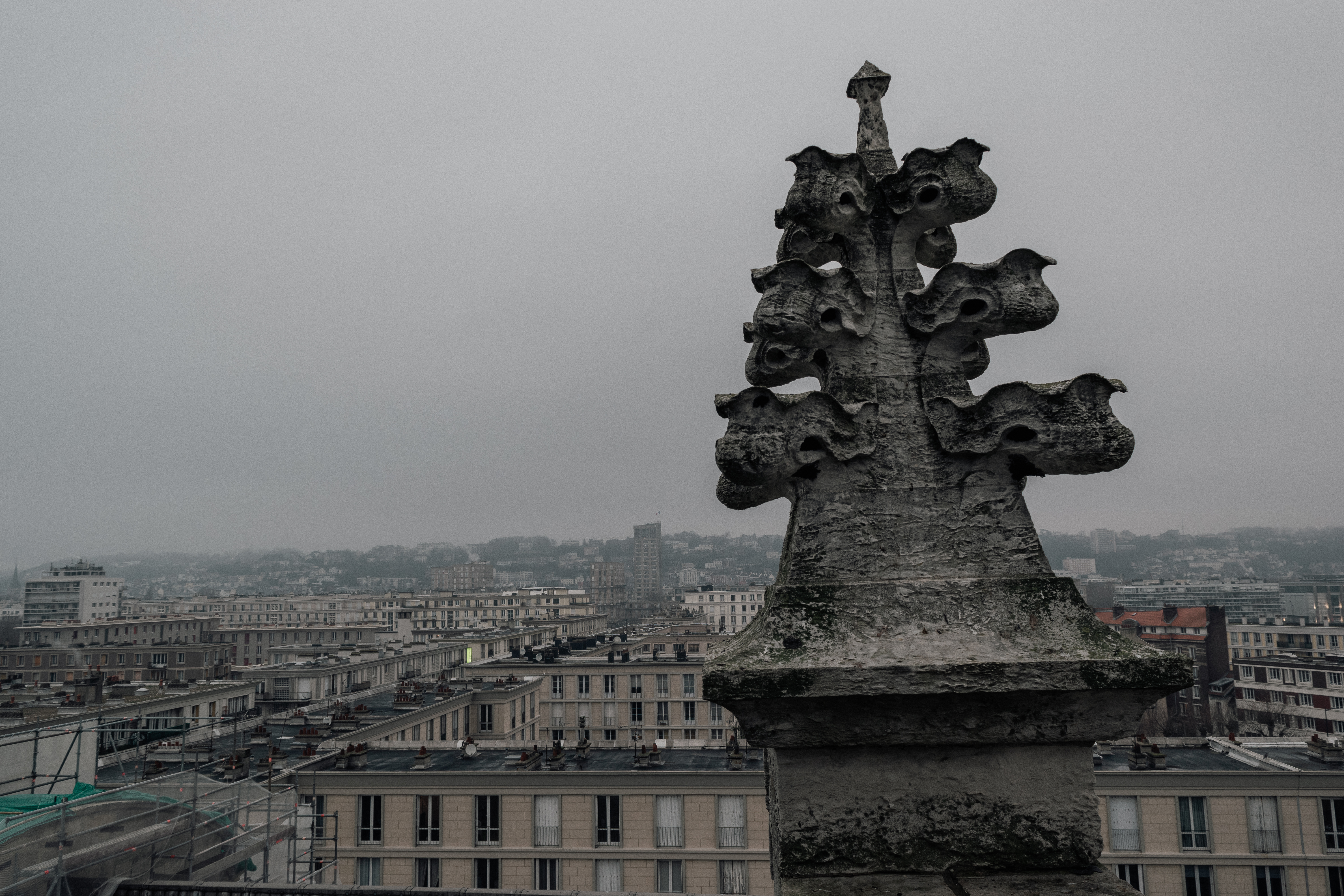
Krabbenbesetze Fiale der Kathedrale von Le Havre
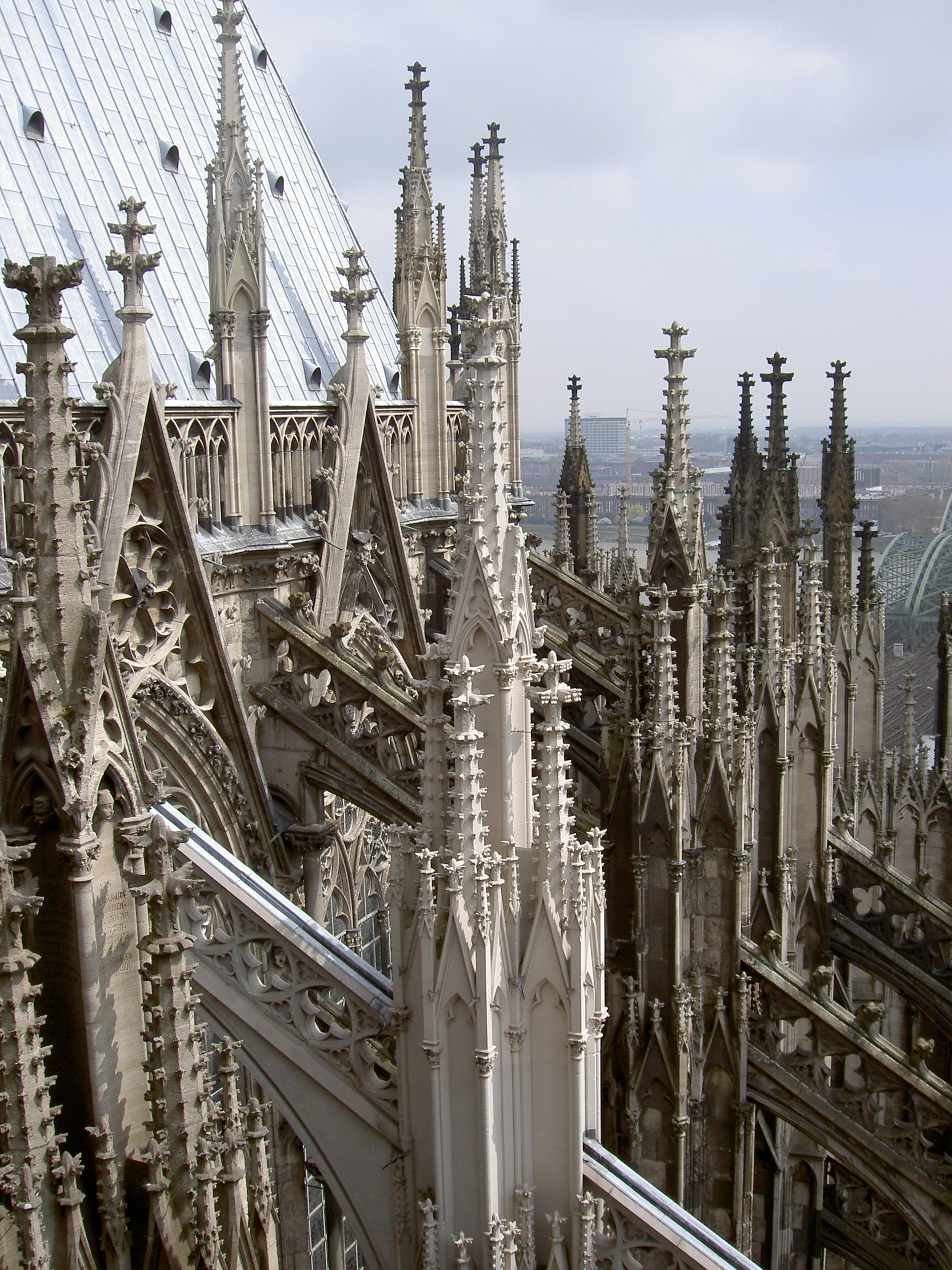
Krabbenbesetzte Fialen und Strebebögen am Kölner Dom
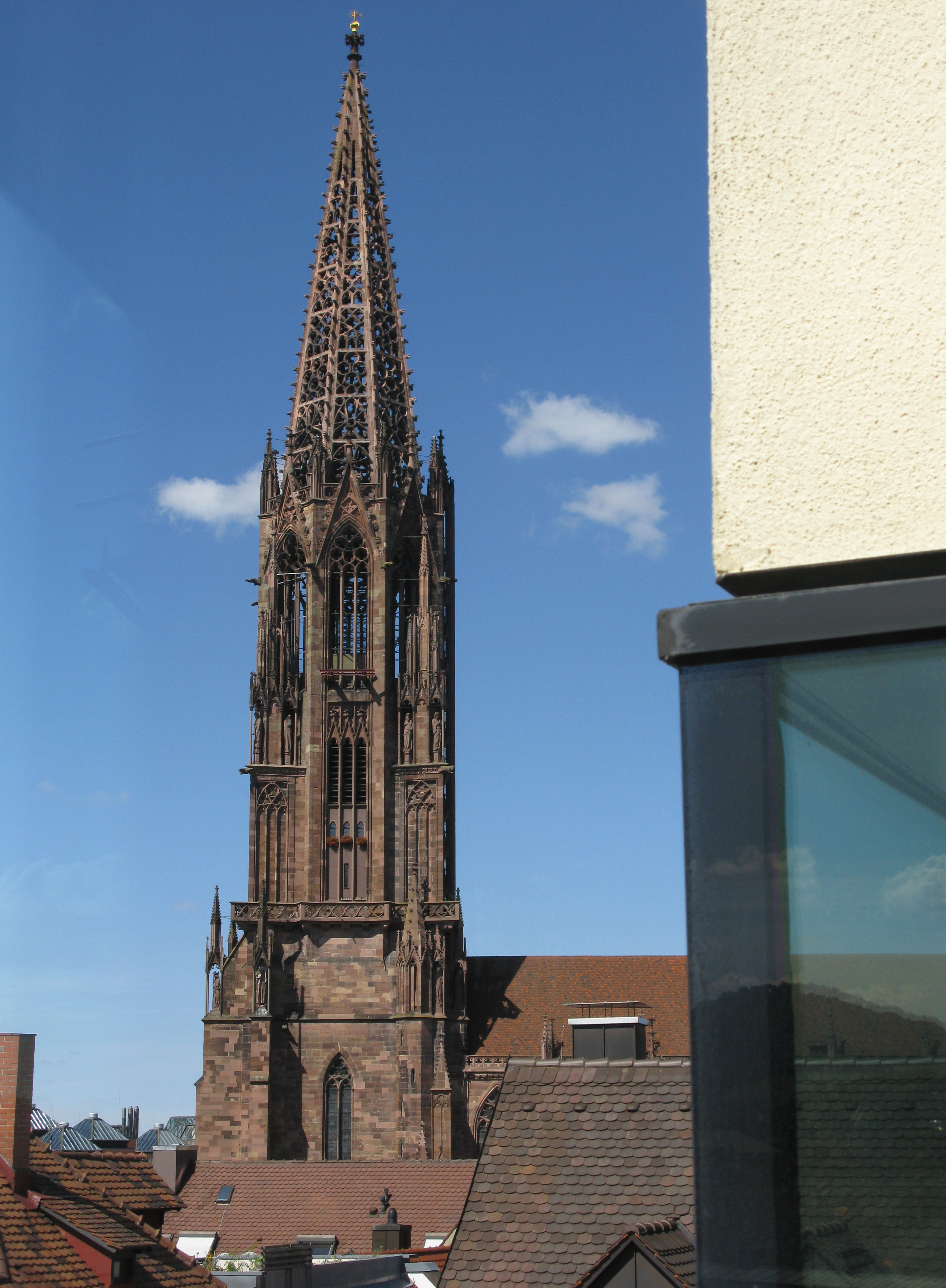
Krabbenbesetzter Turmhelm des Freiburger Münsters, vollendet um 1330
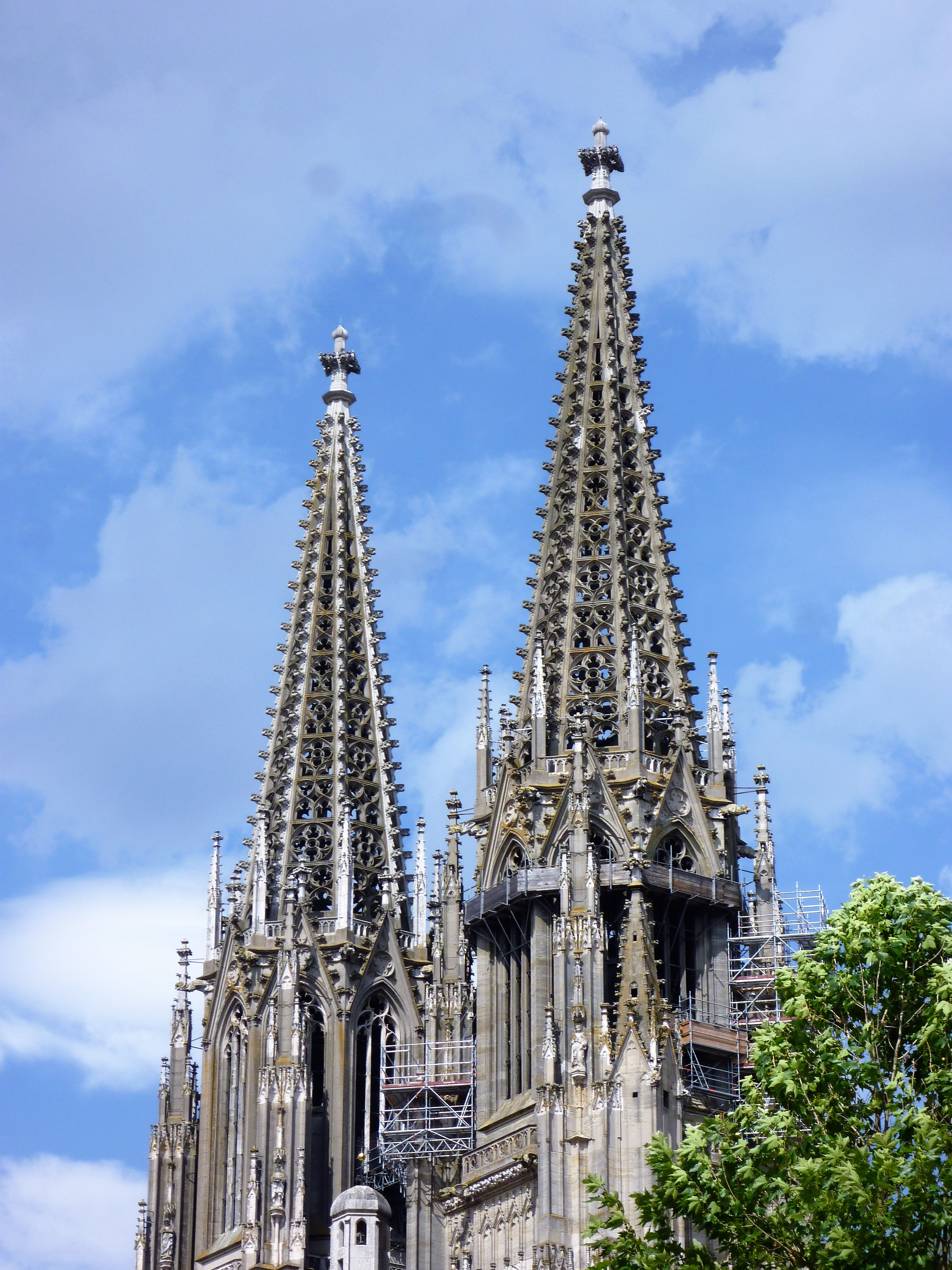
Krabbenbesetzte Turmhelme des Regensburger Doms, vollendet 1859–1869
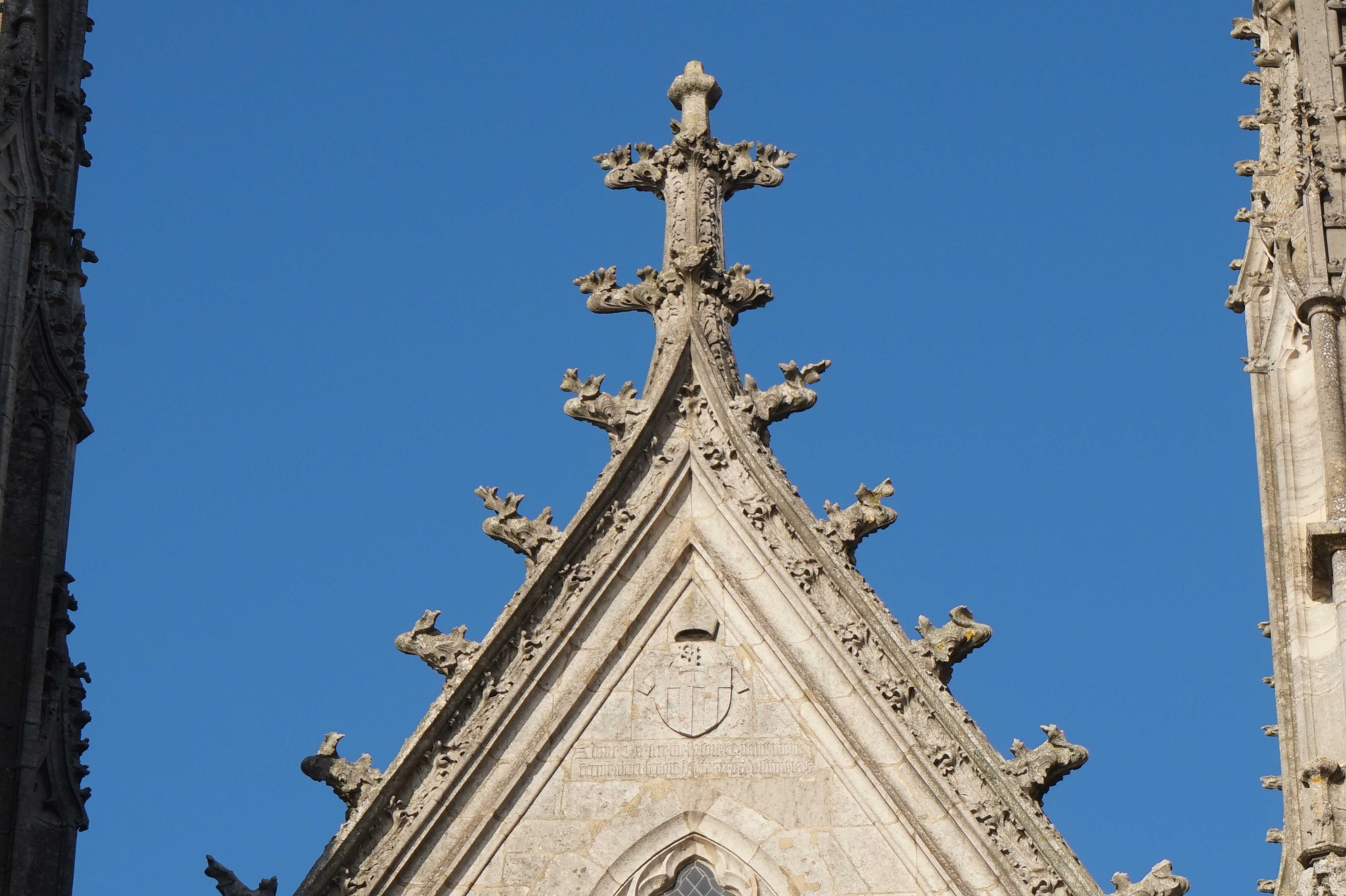
Krabben auf einem Dachgiebel
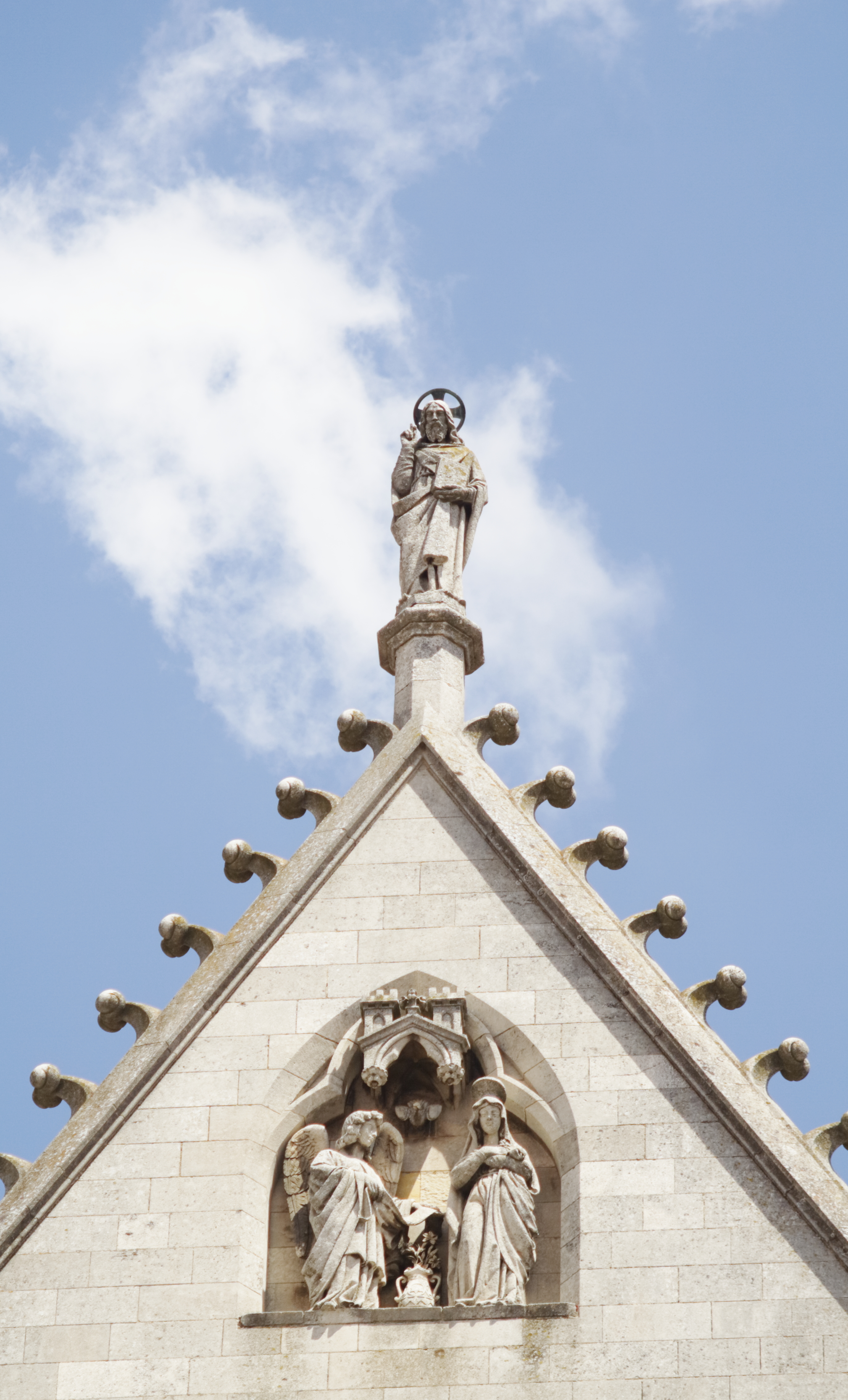
Krabben am Giebel der Kathedrale von León
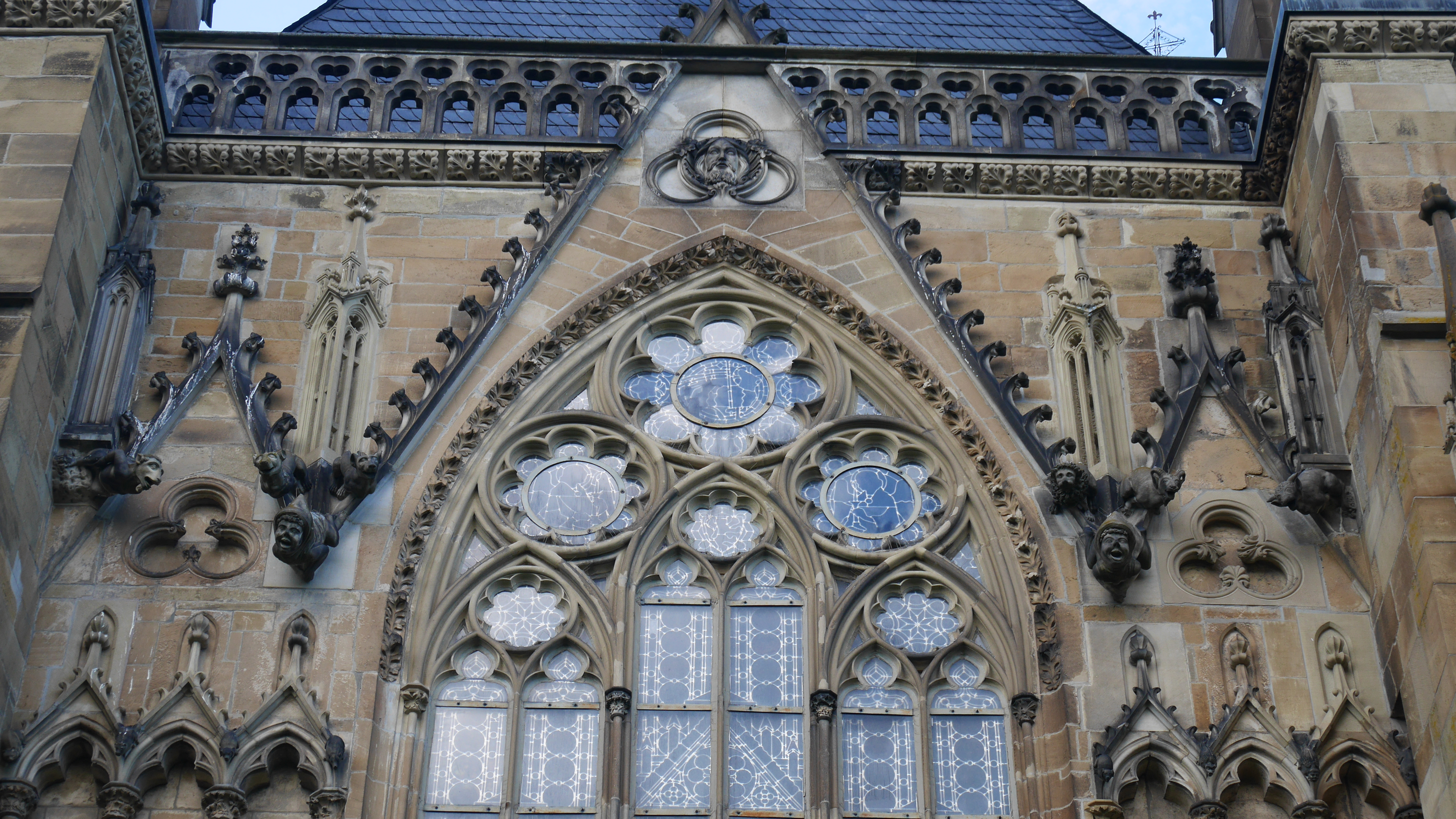
Krabben auf Wimpergen an der Stiftskirche St. Peter, Bad Wimpfen
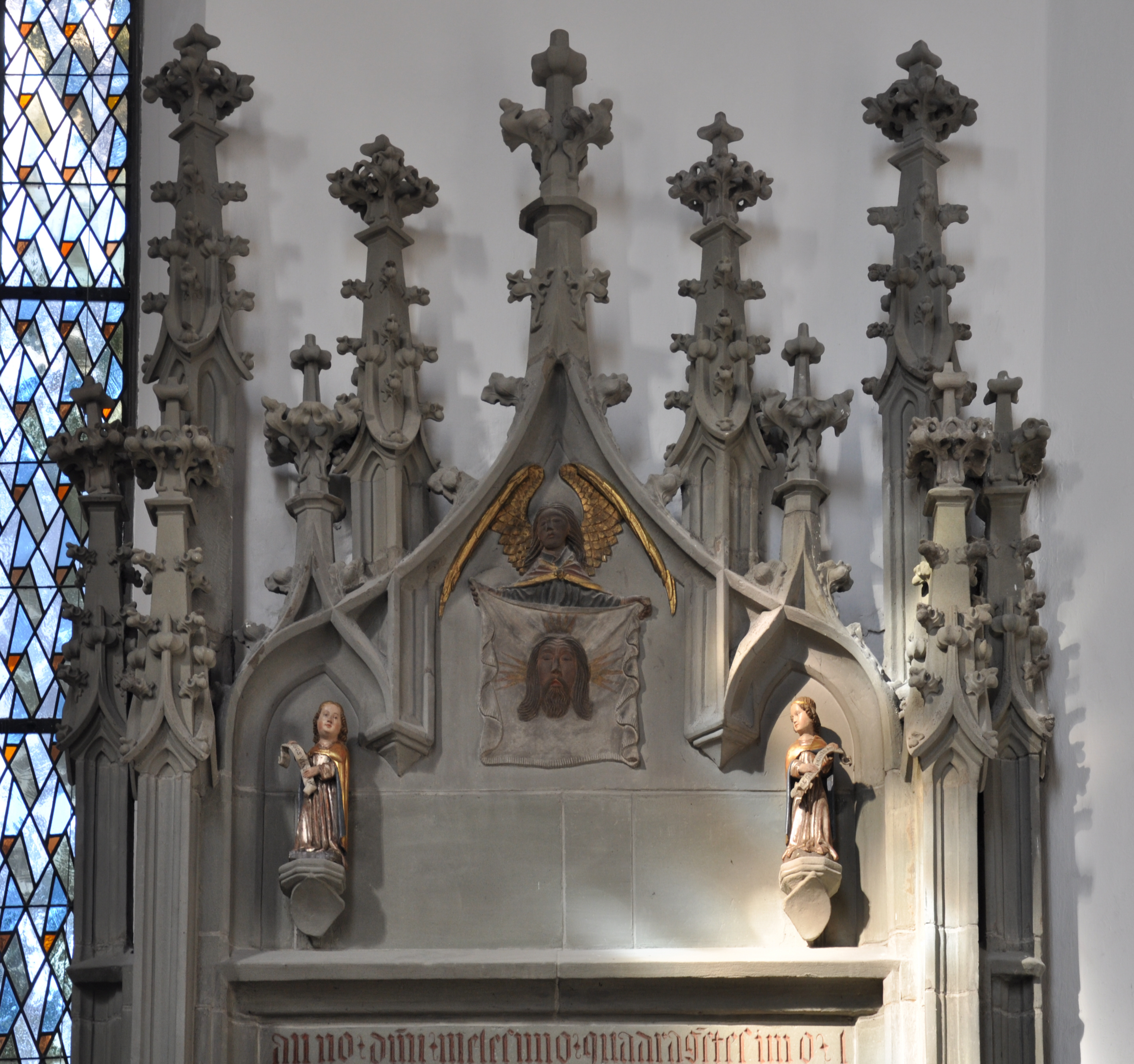
Krabbenbesetzte Fialen auf den Sakramentshaus von St. Jodok in Ravensburg
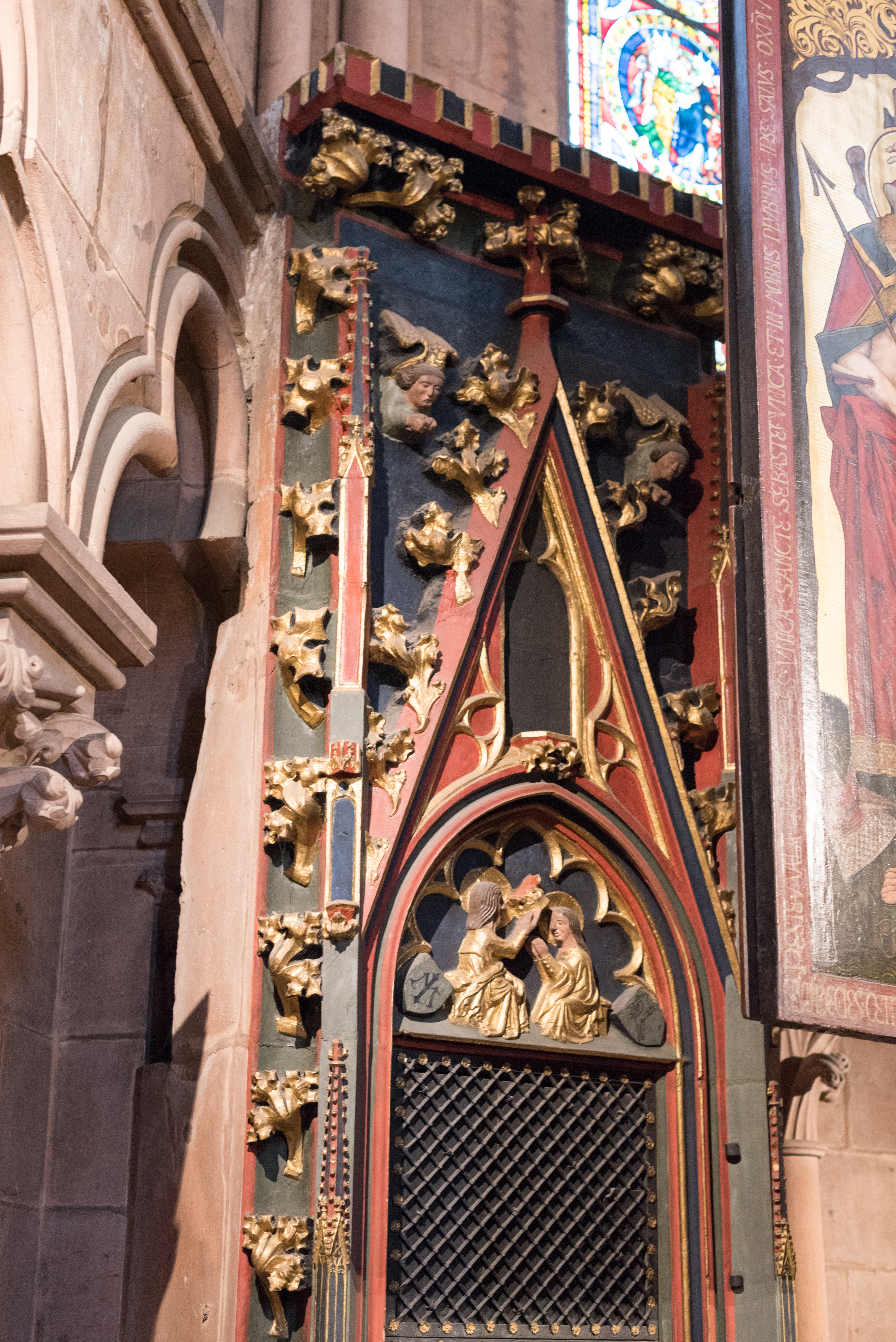
Krabben am Wimperg und Rahmen des Sakramentshauses der Marienkirche Gelnhausen
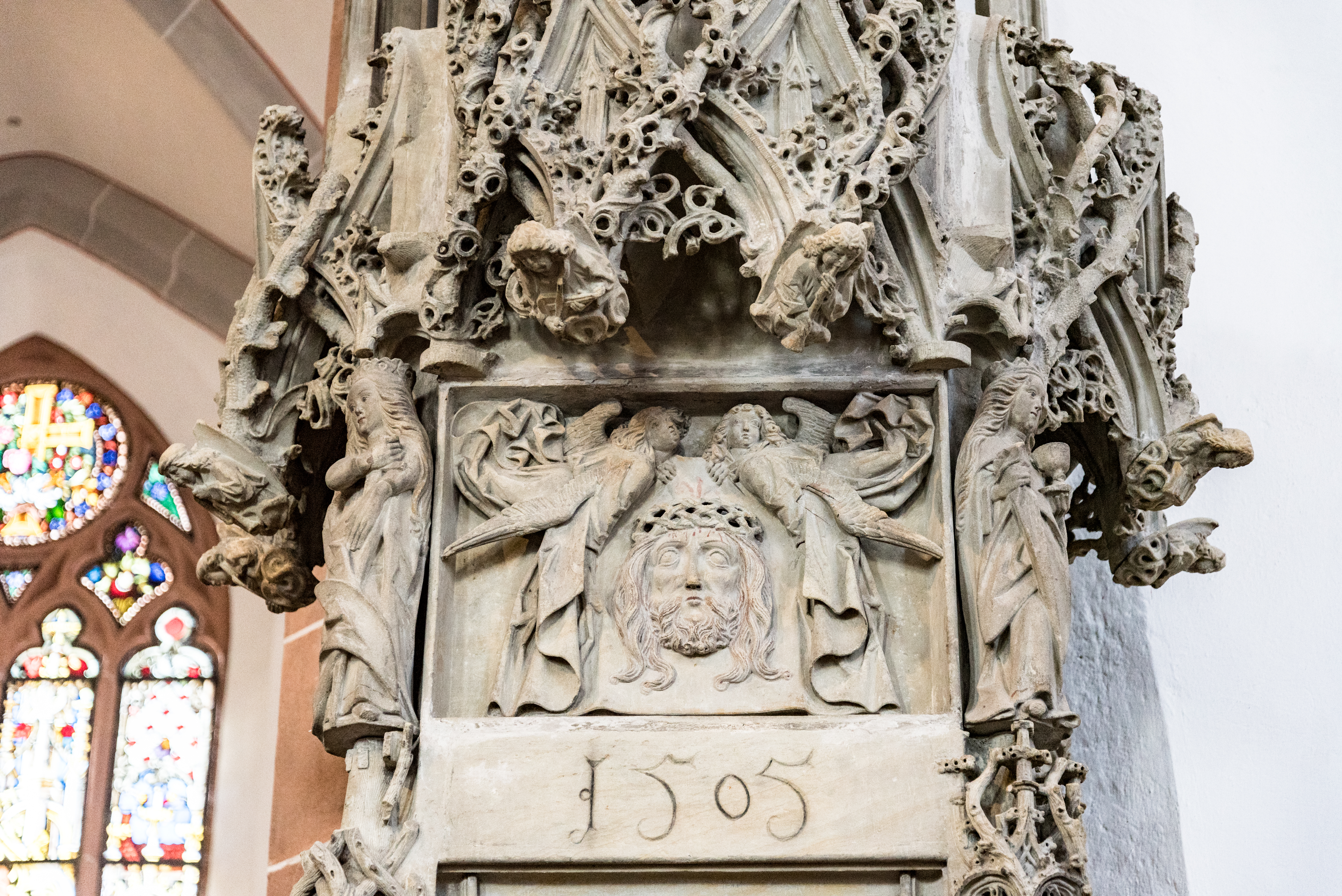
Spätgotischer Krabbenbesatz am Sakramentshaus der Stadtpfarrkirche Schwabach
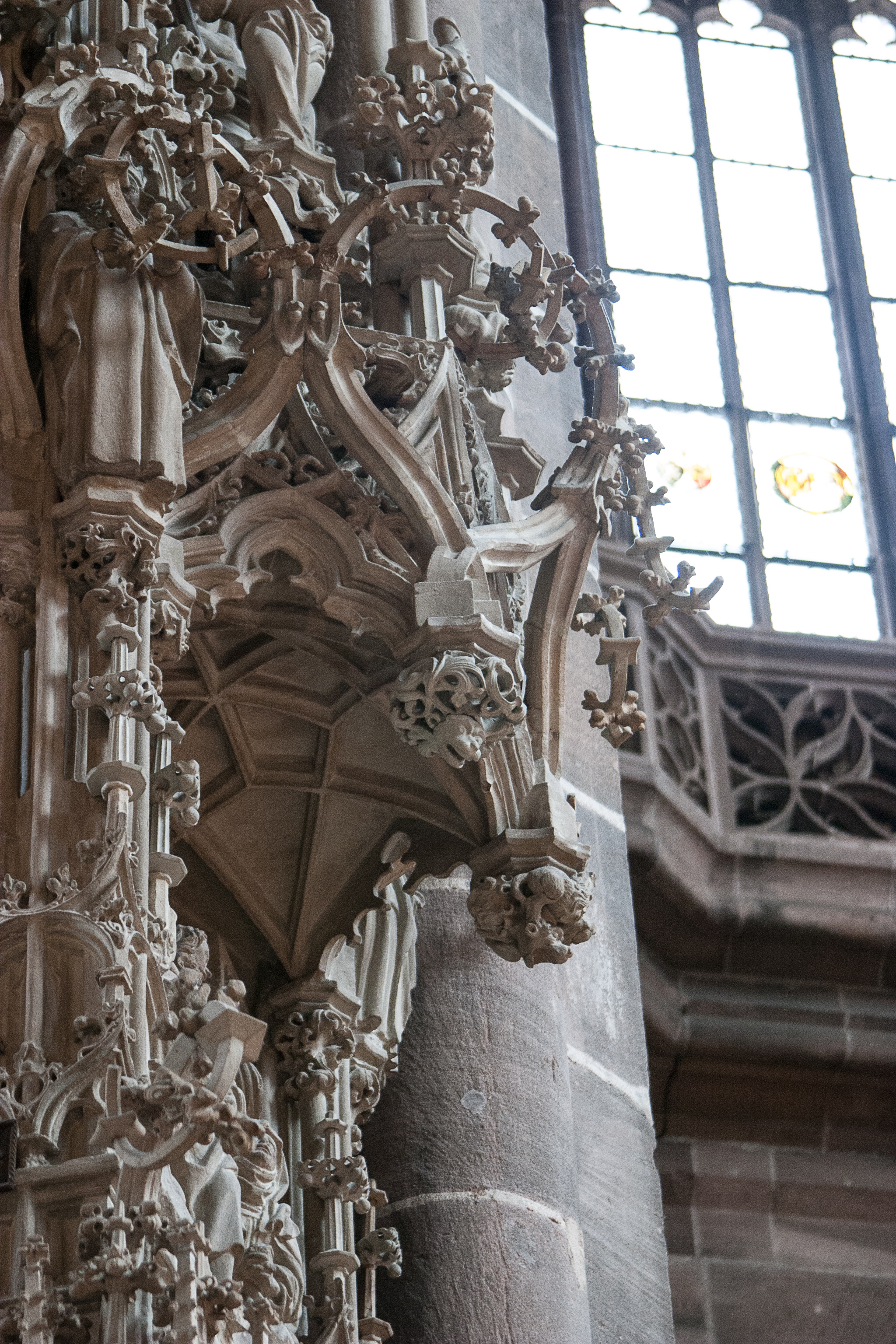
Spätgotischer Krabbenbesatz am Sakramentshaus von St. Lorenz, Nürnberg
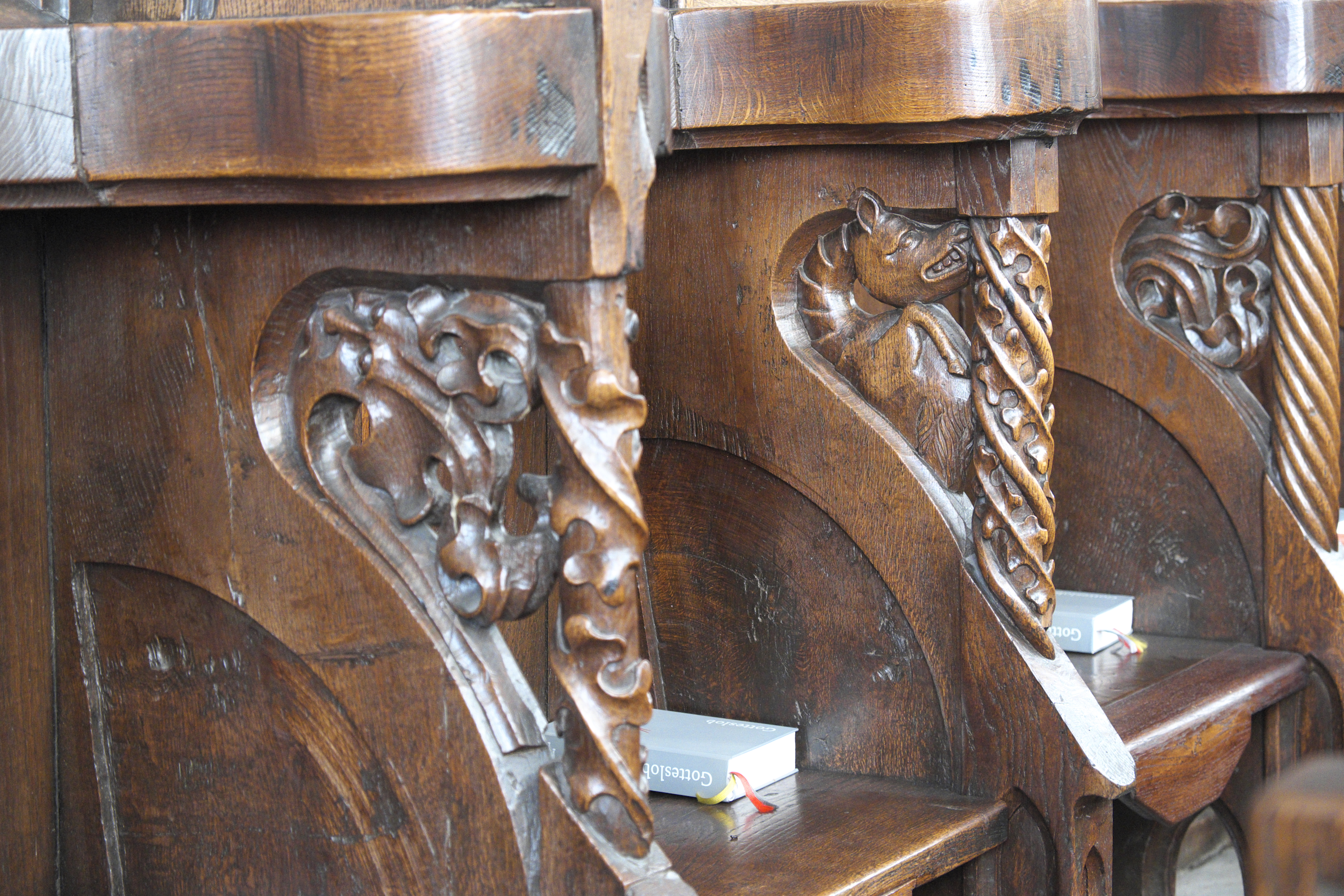
Spätgotische Schnitzkrabben am Chorgestühl von St. Kastulus in Moosburg an der Isar
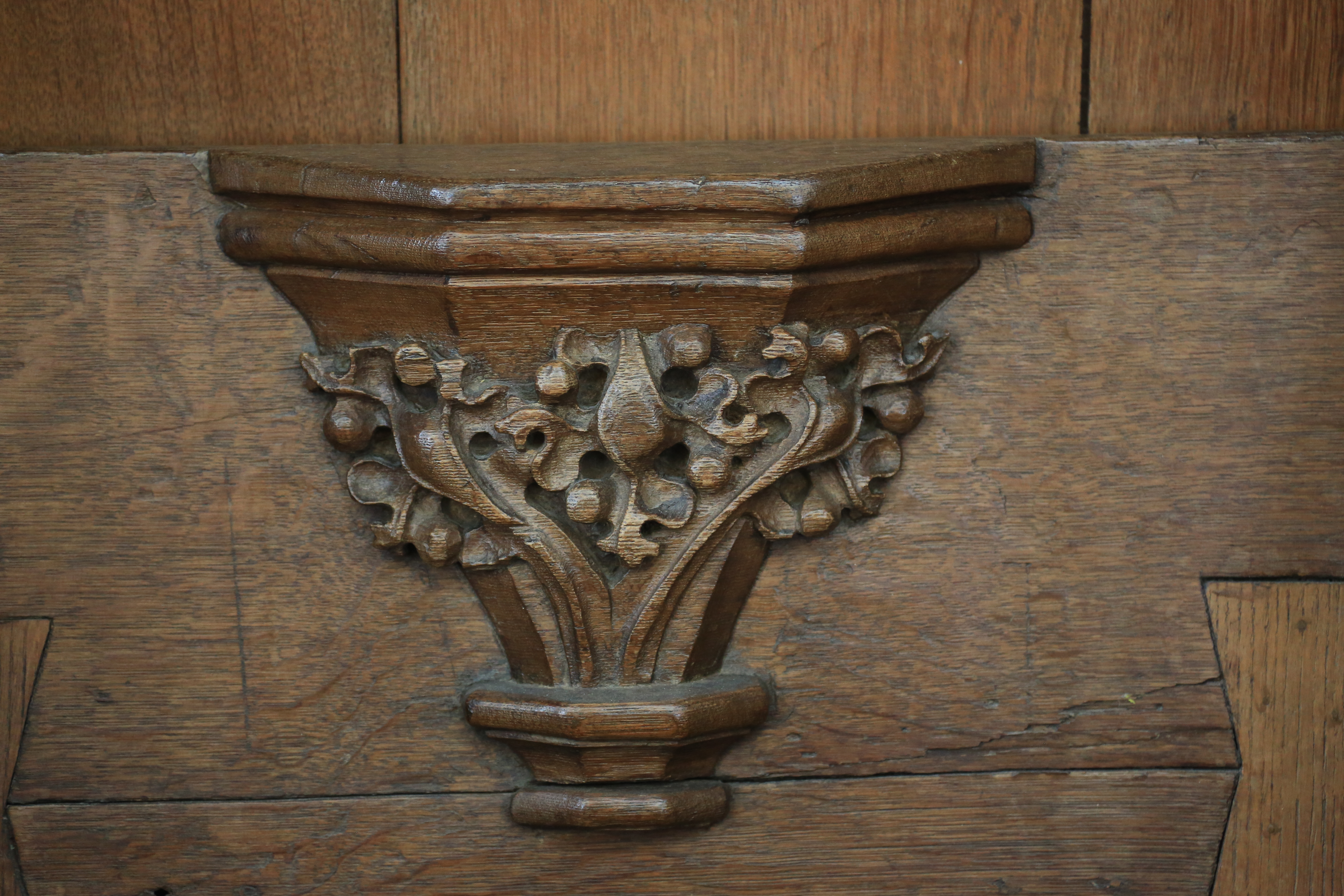
Geschnitzte Krabben an einer Miserikordie des Chorgestühls in der Oude Kerk Amsterdam